# Poromitra nigrofulva
Poromitra nigrofulva är en fiskart som först beskrevs av Garman, 1899.  Poromitra nigrofulva ingår i släktet Poromitra och familjen Melamphaidae. Inga underarter finns listade i Catalogue of Life.